# Moskvitsj 408
De Moskvitsj 408 is een middenklasse auto van de autofabrikant MZMA/AZLK, die tussen 1964 en 1975 in Moskou gebouwd werd. In sommige exportlanden werd de auto verkocht als Moskvitsj Elite, in de Benelux werd de Moskvitsj aangeboden onder de merknaam Scaldia, in Bulgarije als Rila.

## Geschiedenis
In 1964 werd in Moskou een Moskvitsj-model met pontoncarrosserie voorgesteld: de 408, waarvan veel conceptuele oplossingen terugvoeren tot de eerdere Moskvitsj-modellen. De eerste prototypes stamden uit 1961, de motor was direct overgenomen van zijn voorganger Moskvitsj 403. De carrosserie was van een geheel nieuw ontwerp en zou in de daarop volgende kwart eeuw in min of meer ongewijzigde vorm het uiterlijk van de Moskvitsj blijven bepalen.
Uitgaande van het sedan-basismodel verschenen ook een combi met in tweeën gedeelde achterklep (426, vanaf 1967), bestelwagenvarianten (433, vanaf 1966) en de in Izjevsk gebouwde hatchback-variant IZj 2125.

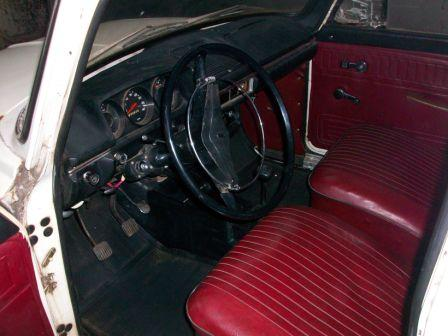
Moskvitsj 408, interieur
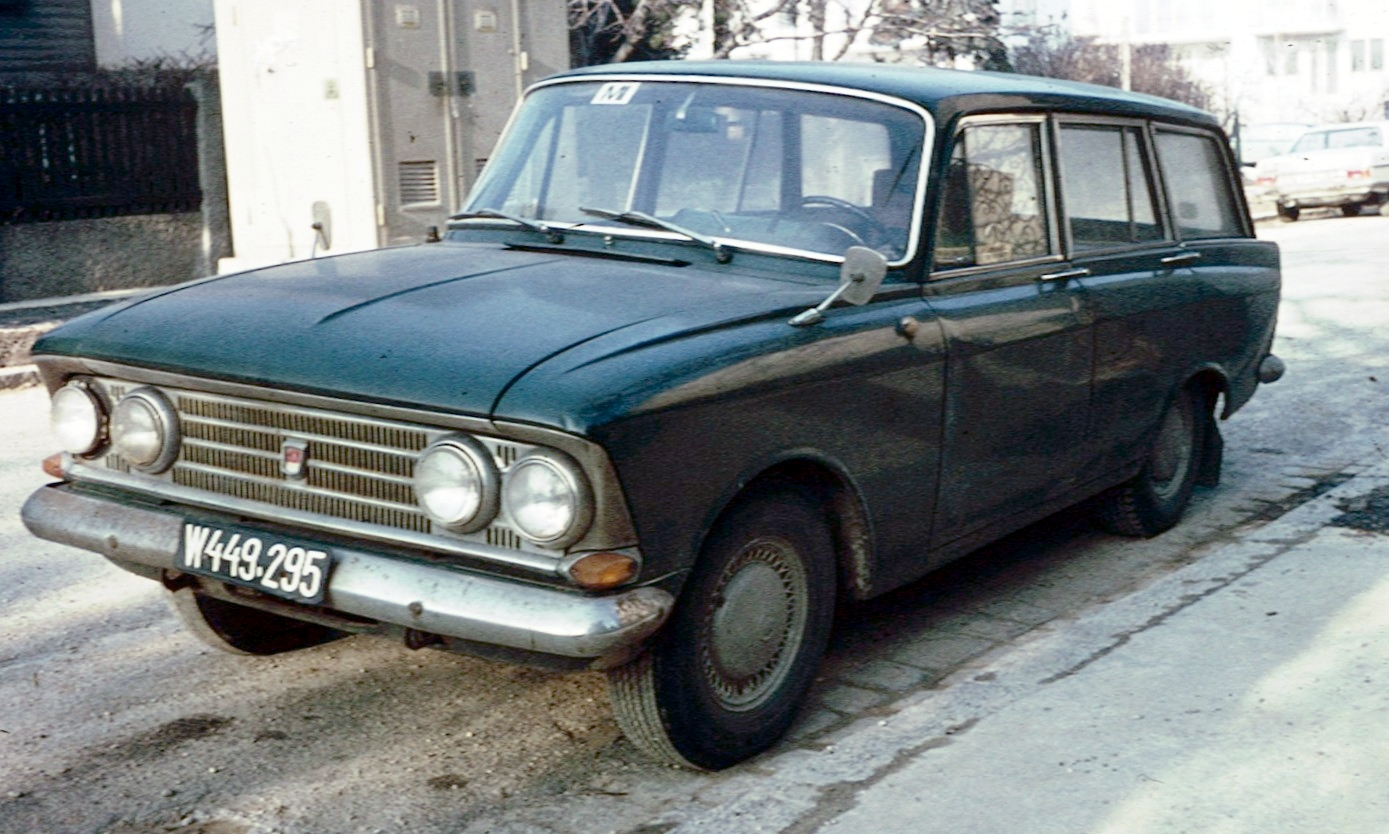
Moskvitsj 426 (combi)
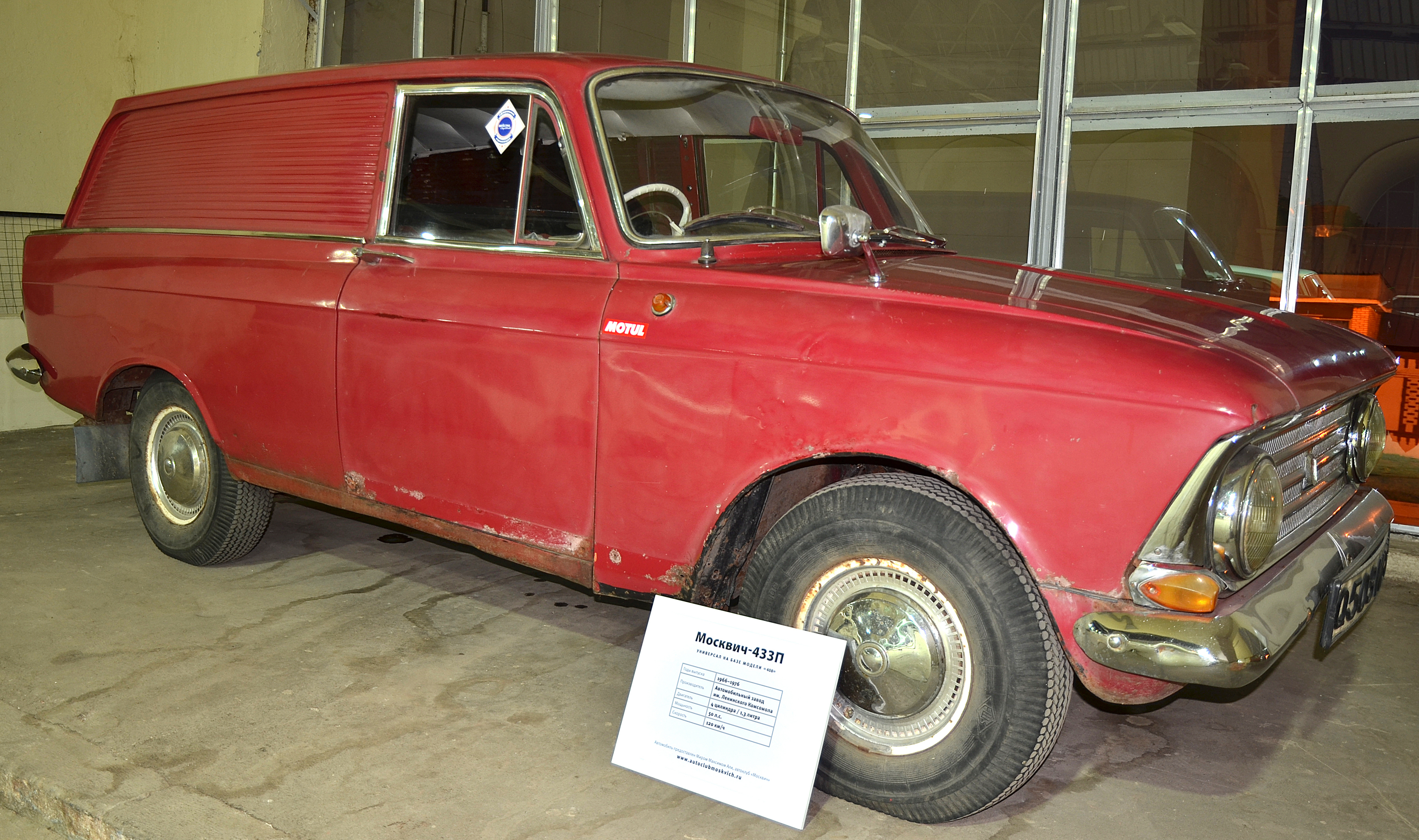
Moskvitsj 433 (bestelwagen)

### Moskvitsj 412
Aan een lichtmetalen 1,5 litermotor met meer vermogen, de latere 412, werd vanaf 1965 gewerkt. Motorblok en krukaslagering daarvan waren dermate sterk, dat opvoeren van het motorvermogen tot 75 kW (ruim 100 pk) voor bijvoorbeeld rallygebruik probleemloos mogelijk was. Vanaf 1967 leverde de motorenfabriek Ufa deze motoren aan MZMA en IZj. Twee jaar later kwam - parallel aan de 408 - de 412 op de markt, uiterlijk herkenbaar aan de rechthoekige koplampen (geïmporteerd uit de DDR) en de horizontale achterlichten. De tot dan toe met ronde koplampen en verticale achterlichten uitgeruste Moskvitsj 408 kreeg vanaf 1970 eveneens het gewijzigde uiterlijk (model 408 IE). De combi en gesloten bestelwagen kregen de type-aanduidingen 427 respectievelijk 434.

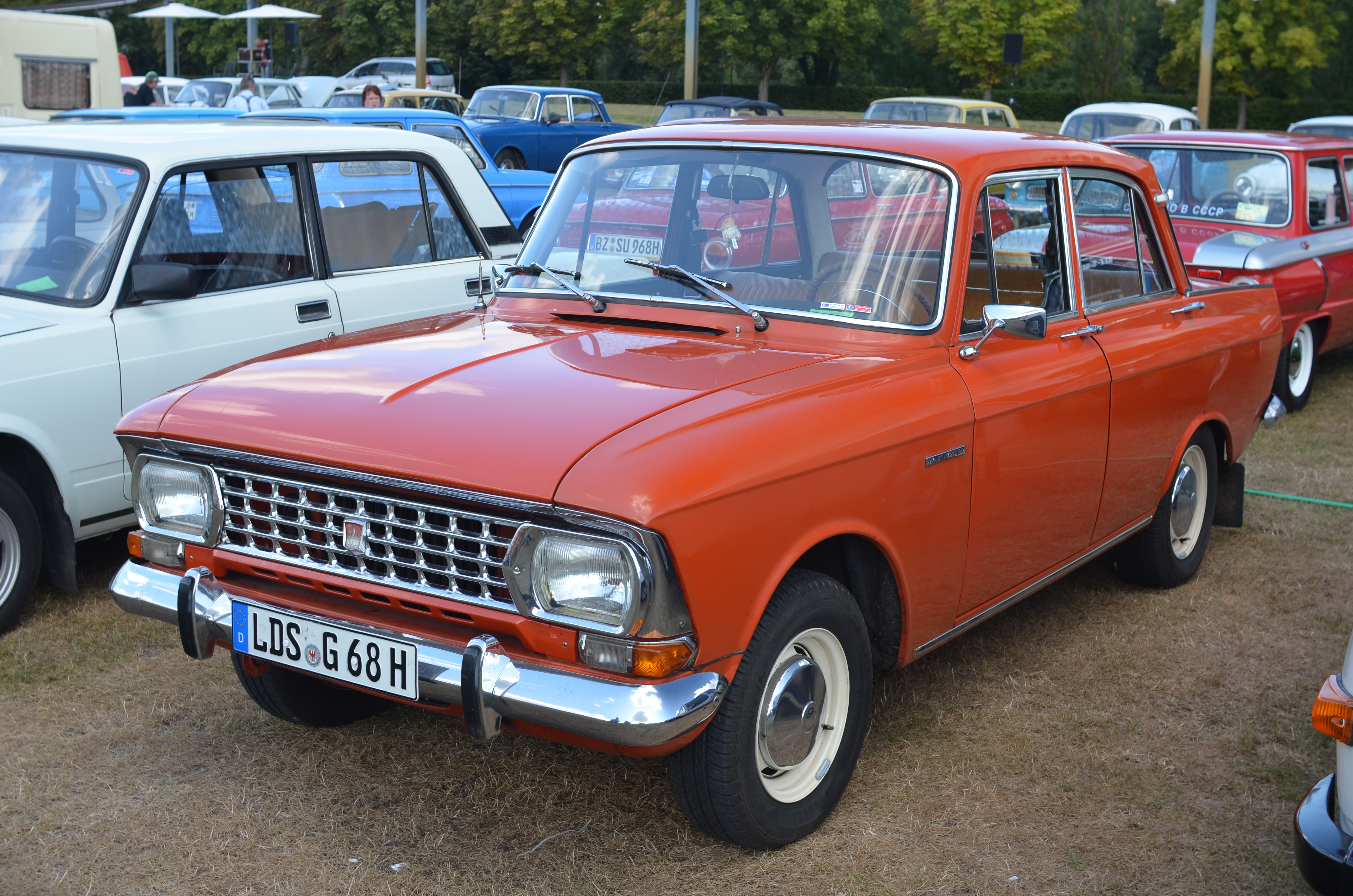
Moskvitsj 412
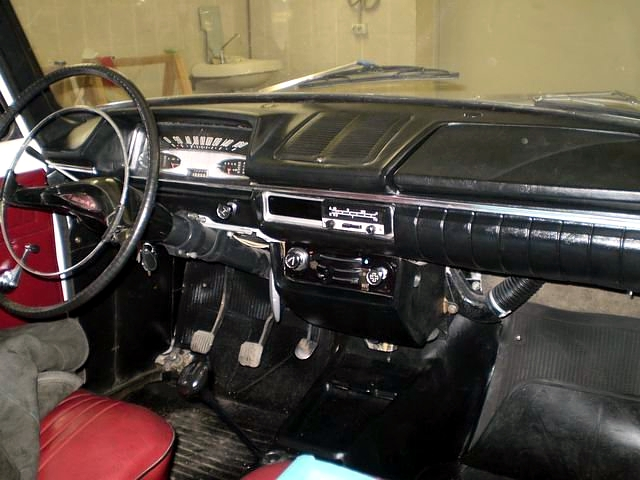
Moskvitsj 412, interieur
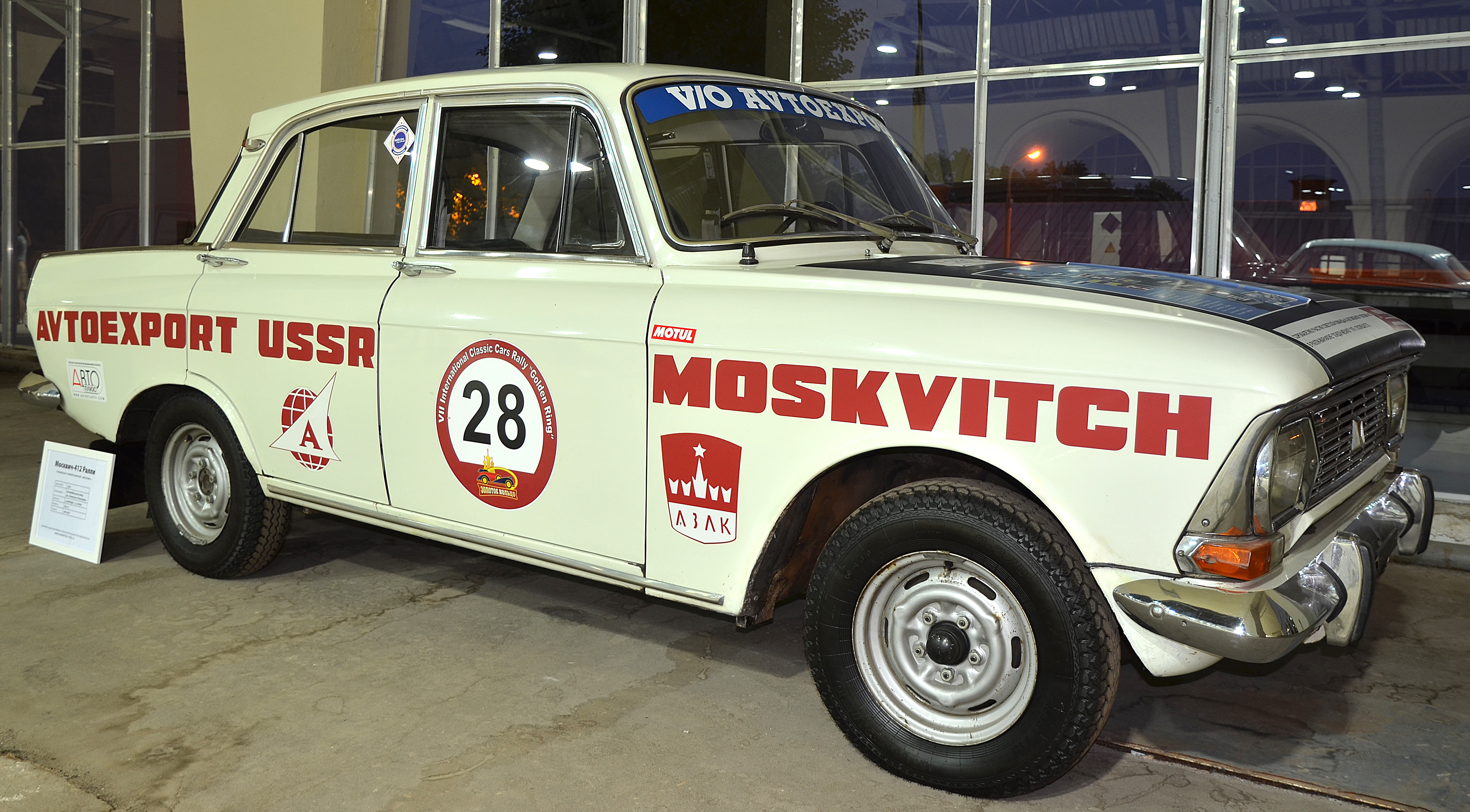
Moskvitsj 412, rally-uitvoering
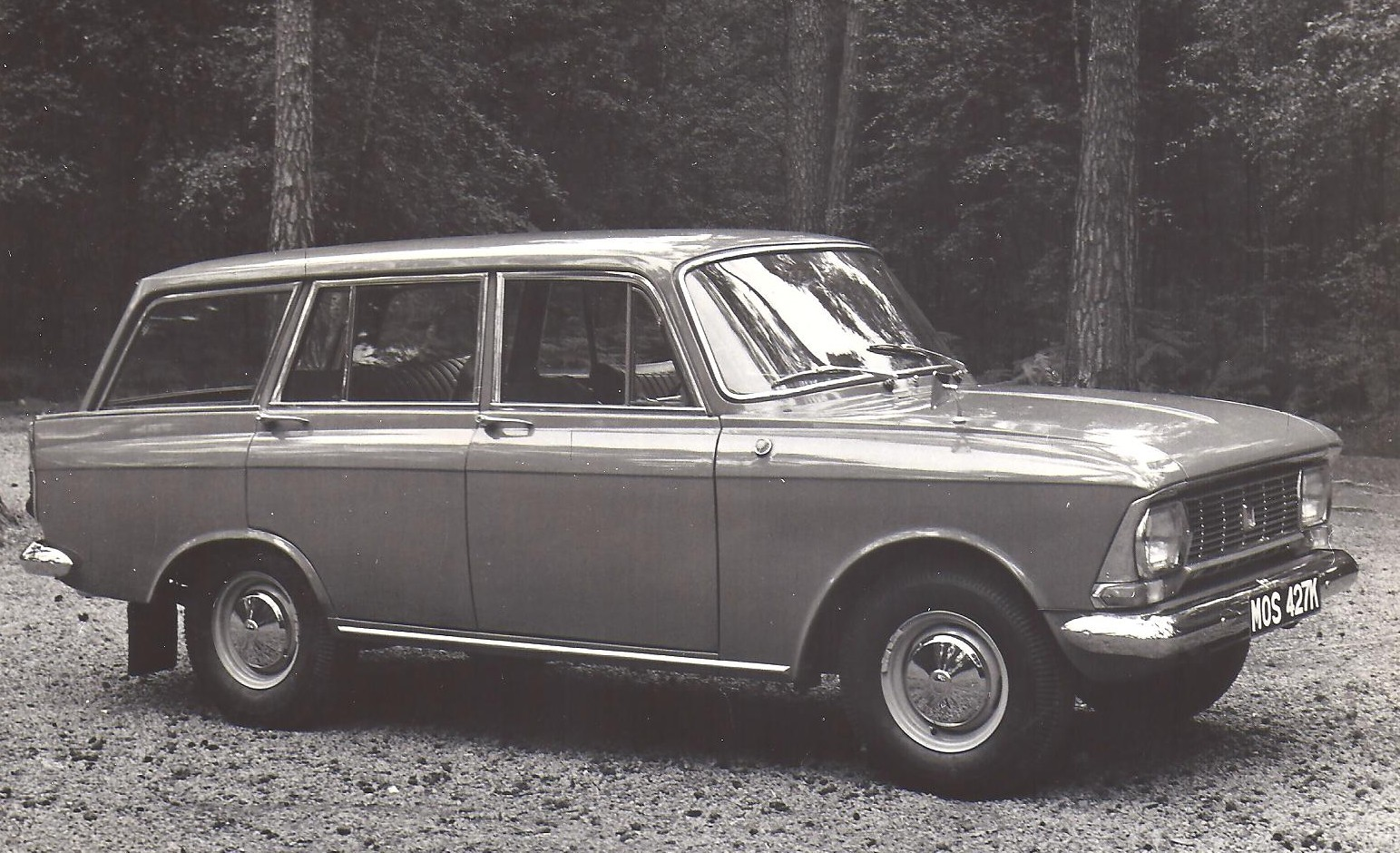
Moskvitsj 427 (combi)
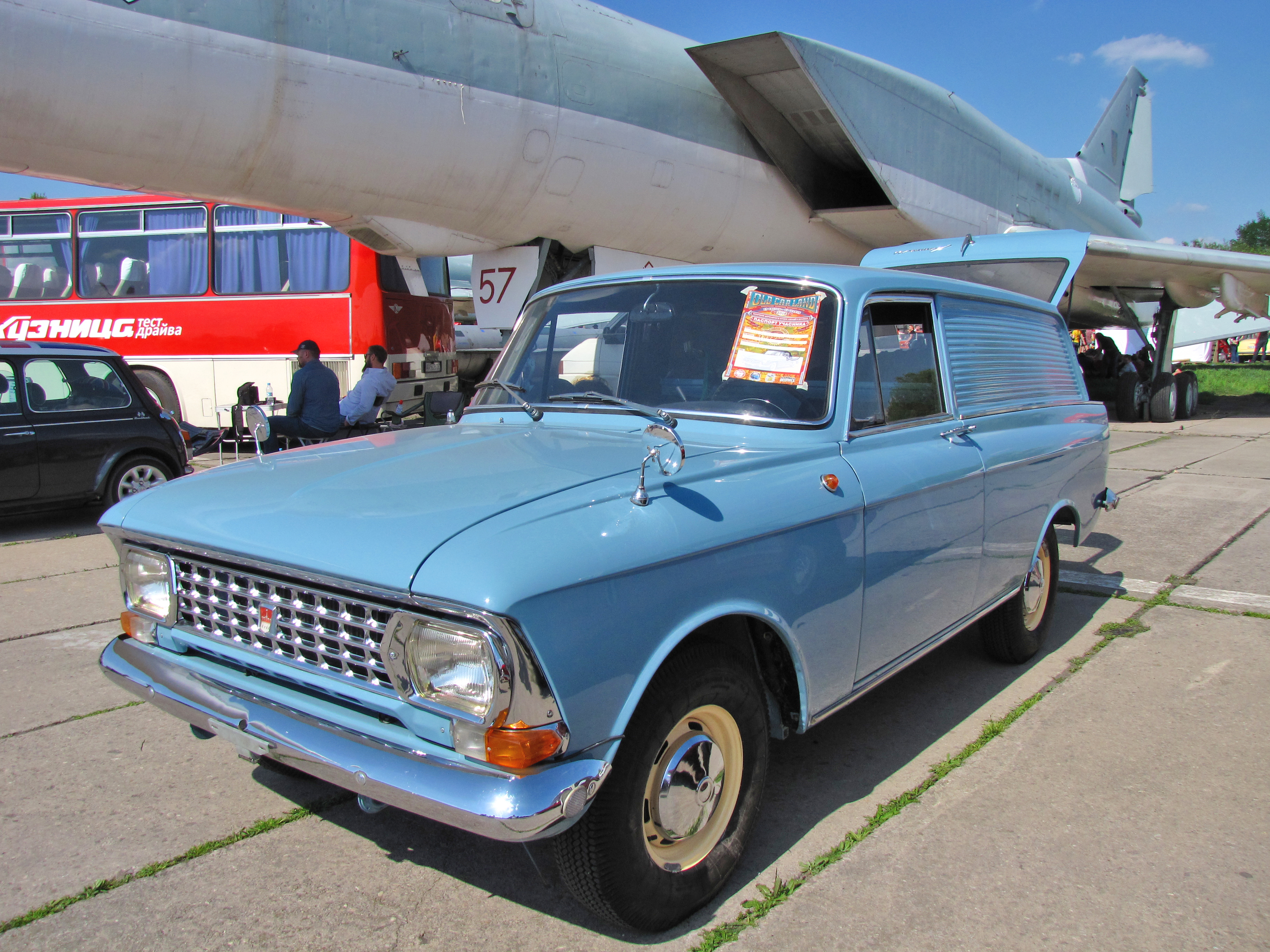
Moskvitsj 434 (bestelwagen)

De 412 was de eerste Russische personenwagen met een moderne motor met bovenliggende nokkenas. De doorlopende voorste zitbank werd vervangen door losse stoelen, in plaats van stuurschakeling had de auto nu een vloerpook. Dashboard, stuurwiel en middenconsole waren nieuw vormgegeven. Zijn onverwoestbaarheid bewees het nieuwe model niet in de laatste plaats bij de London - Sydney Marathon in 1969, waarbij alle vier deelnemende Moskvitsjen het doel bereikten en de beste tijden in het klassement behaalden. De robuuste constructie van de wagen (bodemvrijheid 178 mm) had echter ook nadelen: bij slecht weer neigde de van een starre achteras voorziene Moskvitsj naar zijdelings wegspringen.
Opmerkelijk zijn de stijgende productieaantallen: verliet in de herfst van 1967 eenmiljoenste Moskvitsj de fabriek, rolde in 1975 al de tweemiljoenste wagen uit de fabriekshallen. Op dat moment werd AZLK - die naam kreeg de fabriek in 1968 in het kader van de 50e verjaardag van de Komsomol - gemoderniseerd zodat een capaciteit van 560 auto's per dag mogelijk was. Dat betekende een verdubbeling van de productie (in 1980 de driemiljoenste Moskvitsj), de geplande jaarproductie bedroeg 250.000 stuks.

### Buitenlandse assemblage en export
Door een overeenkomst met de Balkan-fabriek in Lovetsj werden vanaf 1967 jaarlijks ongeveer 15.000 Moskvitsj-modellen in Bulgarije geassembleerd en ook in België werden bij Scaldia-Volga SA Moskvitsj-varianten gecompleteerd en deels van Perkins-dieselmotoren voorzien. Op dat moment werden AZLK-wagens in ongeveer 70 landen verkocht, waaronder Oostenrijk, Finland, Frankrijk, Groot-Brittannië, Nederland, Noorwegen, Ierland, België, Luxemburg en Irak.

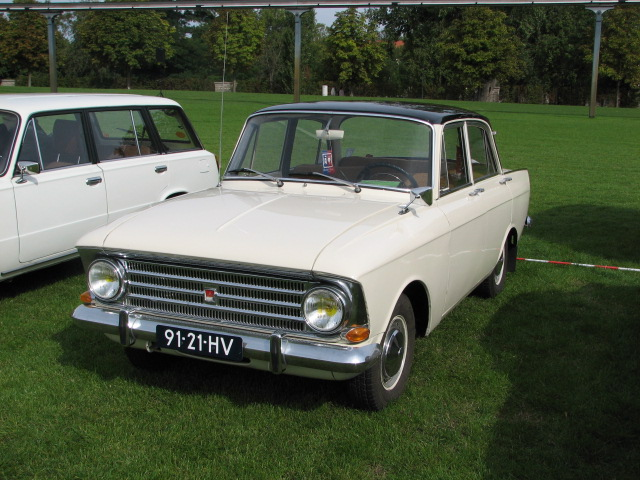
Scaldia 1400 (1969)

In 1969 bood de Nederlandse importeur Gremi de Scaldia 1400 aan voor 5.675 gulden. De carrosserie deed denken aan de wat meer conservatieve Engelse middenklasse-wagens en bood acceptabele binnenruimte, de twee aparte leuningen konden neergeklapt worden zodat een slaapbank ontstond. De bediening was tamelijk zwaar, de prestaties waren matig en de motor goed hoorbaar. De Scaldia had nog vrij veel smeerpunten, zoals wiellagers die met vrij korte tussenpozen onderhoud behoefden (om de 4.000 kilometer). De wagen had een zeer solide bouw en een uitstekende verwarming.
In de daarop volgende periode vonden diverse kleine wijzigingen plaats aan de 408 en 412. Terwijl het onderstel ongewijzigd bleef werden bijvoorbeeld door een sterk verbeterde carburateur gunstiger verbruikswaarden bereikt. In 1972 bood de Gremi de Scaldia 412 LS  aan voor 6.750 gulden, de 412 M (luxe uitvoering) kostte 6.900 gulden. Ook waren een Elite en Rallye leverbaar, evenals een LPG-installatie.
In 1975 werd de 408/412 opgevolgd door de 2138/2140.